# Luka Kerin
Luka Kerin, slovenski nogometaš, * 23. marec 1999, Brežice.
Kerin je profesionalni nogometaš, ki igra na položaju vezista ali napadalca. Od leta 2025 je član slovenskega kluba Mura. Ped tem je igral za slovenske klube Krško, Celje, Bravo in Jadran Dekani. Skupno je v prvi slovenski ligi odigral 127 tekem in dosegel 13 golov. S Celjem je osvojil naslov slovenskega državnega prvaka v sezoni 2019/20. Bil je tudi član slovenske reprezentance do 16, 17, 18 in 19 let.